# 日里市鎮

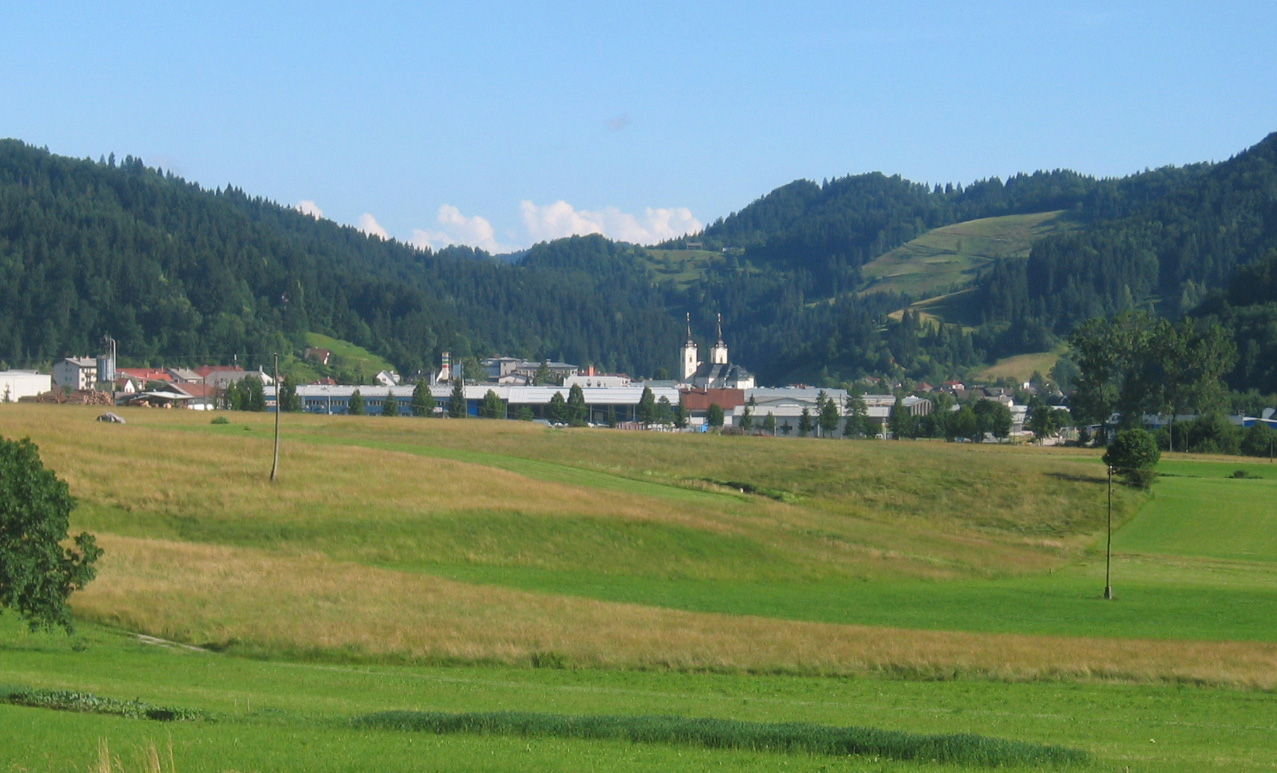

日里市鎮（斯洛維尼亞語發音：[ʒiˈɾiː] ⓘ 或 [ˈʒiːɾi]）是斯洛文尼亞西部的一個市镇，行政中心为日里。距離首都盧布爾雅那約30公里，面積49.2平方公里，海拔高度480米，市鎮內的教堂建於1912年，2002年普查人口4,868。

## 外部連結
- 官方网站  （斯洛文尼亚文）
- Žiri Municipality on Geopedia （页面存档备份，存于）